# Tour de charme (album video de Patricia Kaas)
Tour de charme este cel de-al patrulea album video al cântăreței franceze Patricia Kaas.

## Conținut
Primul disc

1. „Entrer dans la lumière”
2. „Space in my heart”
3. „D'Allemagne”
4. „Je retiens mon souffle”
5. „Je te dis vous”
6. „Hôtel Normandy”
7. „Out of the rain”
8. „Une dernière semaine à New-York”
9. „Les hommes qui passent”
10. „Mon mec à moi”

Discul secund

1. „Kennedy Rose”
2. „Quand Jimmy dit”
3. „Regarde les riches”
4. „Mademoiselle chante le blues”
5. „Il me dit que je suis belle”
6. „Y'avait tant d'étoiles”
7. „Fatiguée d'attendre”
8. „I Wanna Be Loved By You”
9. „Ceux qui n’ont rien”
10. „Entrer dans la lumière” (versiunea acustică)